# Etnofuturism
Etnofuturism är en ursprungligen estnisk konstnärlig och litterär tankeriktning vars mål är att säkra ett litet folks eller språkgrupps kulturella egenart och framtid genom att migrera dess allmogekultur och traditioner till nya uttryckssätt och nya konstnärliga ramar, antingen genom att uttrycka den traditionella folkdiktningens ideinnehåll med moderna medel eller genom att använda traditionella konstnärliga uttryck och versmått för att uttrycka samtida budskap. 

Etnofuturism är främst företrädd i Estland och hos intellektuella och konstnärer ur Rysslands uraliska och turkiska folkgrupper, med udmurterna i spetsen. Termen myntades i början på nittiotalet av författaren och skriftställaren Karl Martin Sinijärv .